# Acroporium nietnerianum
Acroporium nietnerianum är en bladmossart som beskrevs av Brotherus 1925. Acroporium nietnerianum ingår i släktet Acroporium och familjen Sematophyllaceae. Inga underarter finns listade i Catalogue of Life.